# 于櫻櫻
于櫻櫻（1954年—），本名宋秀蘭，臺灣女歌手。母親黃月英是王明山主持的歌仔戲團「金鳳凰劇團」女主角。國小就讀舊庄國小；國中就讀南港國中。
國中時，于櫻櫻因喜愛唱歌而隨音樂人于文學唱歌，于文亦為她寫了多首歌曲。18歲正式踏入歌壇，在月球唱片出版專輯《含淚的分手》。加盟月球唱片五年，連續發行25張唱片。主唱中國電視公司多部九點半檔連續劇主題曲，故有「九點半檔歌后」稱號。1978年與母親成立媖聲唱片，每次上節目就先和製作人打招呼、想替媖聲唱片作宣傳。在26歲結婚後，淡出歌壇。

## 代表作
- 贖罪（中視連續劇《贖罪》主題曲）
- 梨花淚（中視連續劇《梨花淚》主題曲）
  - 詞曲：于文
- 一縷相思情（中視連續劇《一縷相思情》主題曲）
  - 詞曲：于文
- 愛在夕陽下
  - 詞曲：于文
- 飄香夢
  - 詞曲：于文
- 春歸路
- 含淚的分手
- 聽說你要走